# Живалево
Живалево (на македонска литературна норма: Живалево) е село в североизточната част на Северна Македония, община Кратово.

## География
Селото e разположено na 6 км западно от общинския център Кратово на главния път свързващ Кратово и Куманово. Най-близките селища са с. Железница от запад, непосредствени преди Кратово и Туралево на юг.

## История
В османски данъчни регистри на немюсюлманското население от вилаета Кратова от 1618-1619 година селото е отбелязано под името Живалева с 8 джизие ханета (домакинства). Списък на селищата и на немюсюлманските домакинства в същия вилает от 1637 година сочи 5 джизие ханета в Живалева.
В XIX век Живалево е изцяло българско село в Кратовска кааза на Османската империя. Според статистиката на Васил Кънчов („Македония. Етнография и статистика“) от 1900 г. Живалево има 165 жители, всички българи християни.
Според патриаршеския митрополит Фирмилиан в 1902 година в селото има 16 сръбски патриаршистки къщи.
След Илинденското въстание в 1904 година цялото село минава под върховенството на Българската екзархия. По данни на секретаря на екзархията Димитър Мишев („La Macédoine et sa Population Chrétienne“) през 1905 година в Живалево (Jivalevo) има 160 българи екзархисти.